# Орел (космічний корабель)

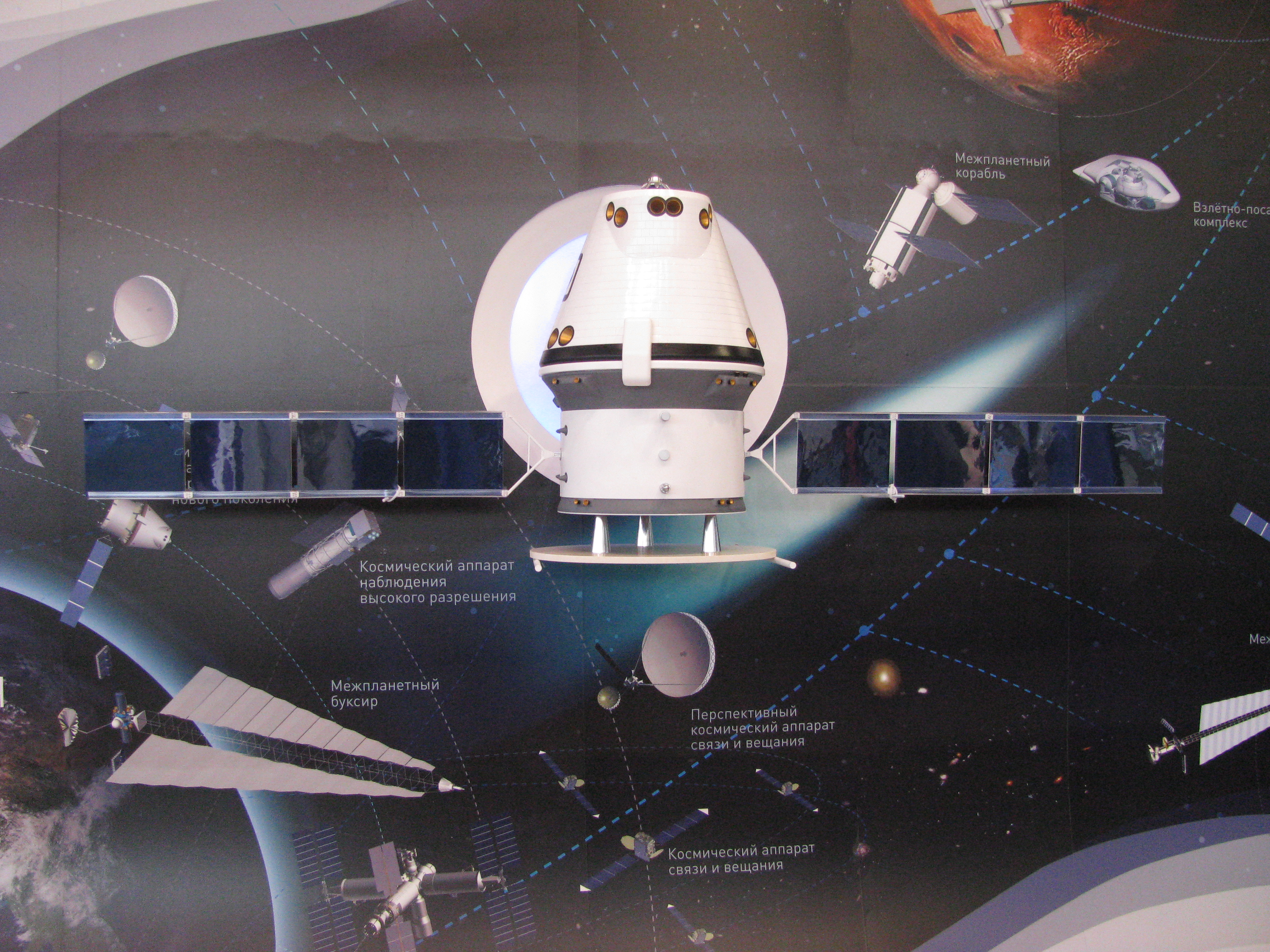
Макет ПТК НП на виставці МАКС 2009

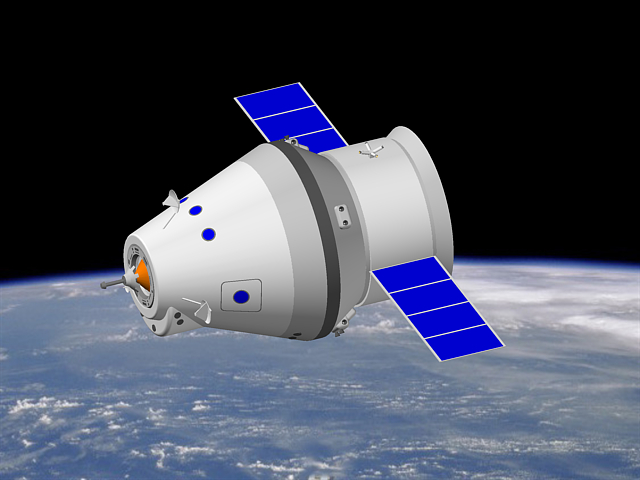
PPTS

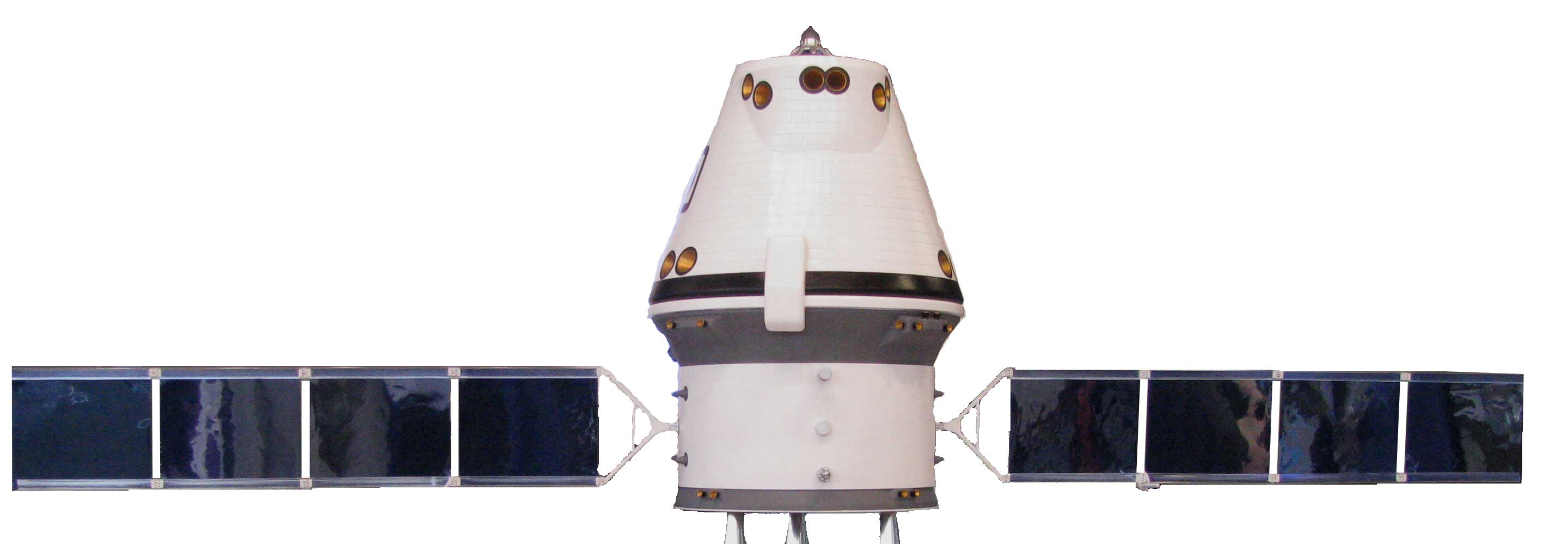
PPTS

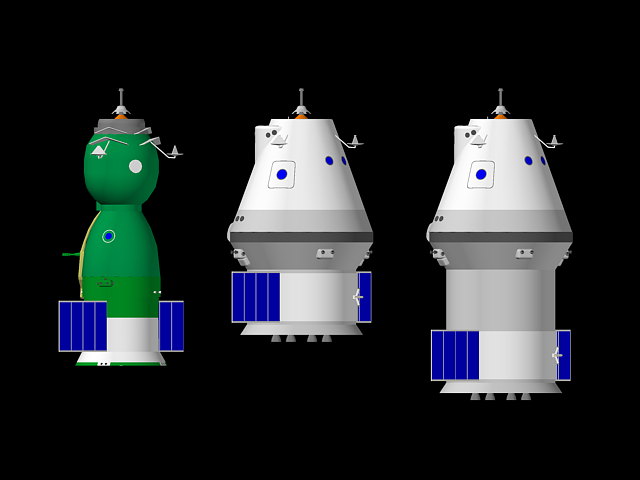
PPTS

«Орел» (раніше Перспективна пілотована транспортна система (ППТС), Пілотований транспортний корабель нового покоління (ПТК НП) та «Федерація») — проєкт російського багатоцільового пілотованого космічного корабля, за яким планується створити багаторазовий космічний корабель, що має прийти на зміну кораблям серії «Союз» і автоматичним вантажним кораблям серії «Прогресс». Станом на 2020 рік плани із реалізації проєкту постійно мінялися, час запуску постійно переносився, перший політ запланований не раніше 2021 року.

## Історія
Перший конкурс на новий російський космічний корабель оголошено Роскосмосом у 2005 р.
Були представлені три проєкти, зокрема «Кліпер» і «Русь». Всі три проєкти направлені на доробку, а в 2009 р. перевагу було віддано проєкту «Русь».
Одночасно Роскосмос прийняв пропозицію про участь у розробці європейської перспективної пілотованої космічної транспортної системи ACTS на базі європейського вантажного автоматичного корабля ATV.

## Характеристики
Передбачається, що корабель буде безкрилим, з окремою частиною для багаторазових повернень. Агрегатний відсік — одноразовий. Максимальний екіпаж нового корабля 6 осіб (при польотах до Місяця — до 4 осіб), маса вантажів для доставки на орбіту — 500 кг, маса вантажів, що повертаються на Землю — 500 кг. Довжина корабля — 6,1 м, максимальний діаметр корпусу — 4,4 м, маса при навколоземних орбітальних польотах — 12 т (при польотах за орбіту — 16 т), маса частини, яка повертається — 4,5 т. Тривалість автономного польота корабля — до місяця.
Корабель буде виводитися на орбіту новою ракетою-носієм «Русь-М» з нового російського космодрому «Восточный» («Східний»).

## Плани
Ескізне проєктування корабля повинно бути закінчене у 2010 р. Повнорозмірний макет демонструватимуть на X Міжнародному авіаційно-космічному салоні МАКС-2011. Випробовування корабля у безпілотному варіанті планувалося на 2015 р., у пілотованому — на 2018 р.. Але станом на 2020 рік терміни змінилися. Перший політ не раніше 2021 року, а пілотований — у 2023 р.